# Cercospora ricinella
Cercospora ricinella är en svampart som beskrevs av Sacc. & Berl. 1885. Cercospora ricinella ingår i släktet Cercospora och familjen Mycosphaerellaceae.   Inga underarter finns listade i Catalogue of Life.